# 顏宥騫
顏宥騫（遊戲代號：po11）是一名台灣遊戲玩家、實況主，同時也是一名企業家、電競與體育賽事主辦人。生日1994年10月3日，曾於上報集團任職，目前為鍇睿國際負責人，為拳頭遊戲亞洲區合作夥伴，承辦多項職業電競賽事及轉播。現為台灣股市最年輕上市櫃創辦人暨董事長。同時也是老天鵝娛樂幕後負責人，跨足多媒體與體育事業。

## 事蹟

### 發跡
顏宥騫與「亞洲統神」張嘉航為多年好友關係，早年曾參與統神相關的麥卡貝實況節目而為人所知，亦是統神好友組成的「TFA台肥暗殺星」電競戰隊一員，在「2018六都電競爭霸戰」表演賽中，代表TFA對決暌違多年合體的《英雄聯盟》S2世界冠軍「TPA台北暗殺星」傳奇隊員。
2022年，舉辦《英雄聯盟》電競主播賽評選秀節目「你行你上」，並在總決賽與資深電競主播「長毛」（李伯彥）擔任客座評審。

### 電競賽事主辦人
顏宥騫在「批踢踢實業坊」擔任台灣BBS看板「LoL板」板主期間，多次主辦「PTT E-sport電競大賽」，後升任PTT活動站長。2019年創立「鍇睿行銷公司」經辦多項業餘和職業電子競技國際賽事，致力推動電競產業發展。其後，透過與政府合作，將PTT盃改制創辦「六都電競爭霸戰」，為台灣最大型國內電競賽事。
2020年，脫離擁有「六都電競」商標權的原東家「上報」集團，成立「鍇睿行銷公司」後，又創設「亞洲電子競技公開賽（AEC）」更進一步提高了賽事規模。
2021年，與「拳頭遊戲」（Riot games）亞洲區達成合作協議，取得「英雄聯盟太平洋職業聯賽（PCS）」主辦權以及相關國際賽事轉播權，從業餘賽事主辦者的身分，正式跨入主辦職業電競賽事。並在2023年又取得「英雄聯盟韓國冠軍聯賽（LCK）」中文賽事轉播權。2024年於日本東京設立鍇睿國際日本辦公室，取得日本英雄聯盟聯賽LJL主辦及招商權。

### 跨領域的事業發展
2022年8月，與大甲鎮瀾宮合作，創辦「Mazu Dao 媽祖NFT」，提供信眾虛擬上鏈的祈福服務。
2023年，與電競圈相關淵源的「薩泰爾娛樂」創辦人謝政豪合作，承辦「TOYZ」（劉偉健）和「鍾培生」了解多年恩怨的拳擊比賽「拳上2023 終於之戰」，後又在旗下的時事評論頻道「老天鵝娛樂」成立新興網路媒體「老鵝日報」。
2024年，宣布舉辦全新拳擊比賽「鍇睿格鬥冠軍賽（CFC）」，並邀請菲律賓傳奇拳擊手「曼尼·帕奎奥」擔任聯盟榮譽主席。